# چندمعنایی
چندمعنایی (به انگلیسی polysemy، برگرفته از ریشهٔ یونانی: πολυ (پلی)= «پُری»، « بسیاری» و σήμα (سیما)= «نشانه»، «علامت»، «اسم») در روان‌شناسی زبان به نوعی از آرایهٔ یک واژه یا یک عبارت و غیره) و نشانه‌هایی برای ریشه‌های معانی لغات بزرگ می‌باشد. این آرایه مفهومی محوری در علوم اجتماعی و مطالعات رسانه‌ای به‌شمار می‌رود.
از انواع گونه‌های این آرایه می‌توان به مواردی که معانی یک لغت تشکیل شده از فعل‌ها، اسم‌ها و حتی صفت‌های متفاوت است اشاره کرد که تنها با مطالعه و اشاره‌ای جزئی به این موارد می‌توان معنی یا ریشهٔ کلمهٔ موردنظر را یافت.

## نمونه
نمونه‌هایی از چندمعنایی در زبان فارسی:
- دلتا

1. دلتا (سومین حرف از حروف الفبای یونانی)
2. دلتا (در دانش جغرافیا، زمینی است مثلثی‌شکل که از آبرفت رودخانه پدید آمده باشد)

- ساعت

1. واحد زمان
2. وسیلهٔ سنجش زمان